# Бети Хътън
Бети Хътън (26 февруари 1921 – 12 март 2007) е американска сценична, филмова и телевизионна актриса, комик, танцьорка и певица.

## Биография
Хътън е родена на 26 февруари 1921 г. в Батъл Крийк, Мичиган. Докато била много малка, баща ѝ изоставил семейството, заради друга жена. Те не чуват за него отново, докато не получават телеграма през 1937 г., информираща за самоубийството му. Бети и по-голямата ѝ сестра Марион са отгледани от майка им, алкохоличка, която приема фамилията Хътън.